# Нестеренко Ольга Миколаївна

Ольга Нестеренко

Ольга Миколаївна Нестеренко (до шлюбу Хорошинська; 1890, Харків — 1969, Харків) — українська оперна співачка (лірико-драматичне сопрано), музична педагог.

## Біографія
Навчалась у Харківському музичному училищі. У 1909–1912 роках виступала в Харківському оперному театрі. Надалі — на оперних сценах Петербурга (Народний дім, 1912–1916), Москви (Сергіївський народний дім, 1912–1913), Тифліса (1914–1915), Єкатеринбурга (1915–1917), Пермі (1917), Оренбурга, Одеси (1924–1926).
Викладала спів у Мінському музичному училищі (1926–1941) і Мінській консерваторії (1926–1941, 1947–1963).
Була незаконно репресована.

## Репертуар

### Оперні партії
| - Марія («Тарас Бульба» С. Траіліна, 1914) - Золотий півник (однойменна опера М. Римського-Корсакова, 1910) - Надія («Аскольдова могила» А. Верстовського) - Антоніда («Життя за царя» М. Глінки) - Горислава («Руслан і Людмила» М. Глінки) - Тамара («Демон» А. Рубінштейна) - Криза («Нерон» А. Рубінштейна) - Маша («Дубровський» Е. Направніка) - Даша («Вража сила» О. Сєрова) - Ліза («Пікова дама» П. Чайковського) - Оксана («Черевички» П. Чайковського) - Агнеса Сорель («Орлеанська діва» П. Чайковського) - Тетяна («Євгеній Онєгін» П. Чайковського) - Іоланта (однойменна опера П. Чайковського) - Волхова («Садко» Н. Римського-Корсакова) - Снігуронька (однойменна опера М. Римського-Корсакова) - Купава («Снігуронька» М. Римського-Корсакова) - Марфа («Царська наречена» М. Римського-Корсакова) | - Рукайу («Зрада» М. Іпполітова-Іванова) - Ліда («Каморра» Е. Д. Еспозіто) - Ольга Миколаївна («Дні нашого життя» О. Глуховцева) - 1-й метелик («Рєпка» В. І. Сокальського, 1911) - Маргарита («Фауст» Ш. Гуно) - Інеса («Африканка» Дж. Мейєрбера) - Урбан («Гугеноти» Дж. Мейєрбера) - Мікаела («Кармен» Ж. Бізе) - Антонія («Казки Гофмана» Ж. Оффенбаха) - Чіо-Чіо-сан («Чіо-Чіо-сан»/«Мадам Баттерфляй» Дж. Пуччіні) - Недда («Паяци» Р. Леонкавалло) - Евніка («Камо грядеши?» Ж. Нугеса) - Галька (однойменна опера С. Монюшка) - Ельза («Лоенгрін» Р. Вагнера) - Таїс (однойменна опера Ж. Массне) - Манон Леско («Манон» Ж. Массне) - Софі («Вертер» Ж. Массне) - Маргарита («Мефістофель» А. Бойто) |  |

### Камерний репертуар
В концертах виконувала іспанські і українські народні пісні.